# 逸美奈々子
逸美 奈々子（いつみ ななこ、6月24日 - ）は、日本の女性声優。
福井県出身。血液型 A型。
以前は、ぷろだくしょんバオバブに所属していた。

## 出演作品

### ゲーム
- 私立鳳凰学園2年純情組（雛[1]）

1999年
- 探偵 神宮寺三郎 灯火が消えぬ間に（シャルロッテ・バウアー[1]）※通常版
- マジカルドロップF・大冒険もラクじゃない!（ムーン (THE MOON) <18>[1]）

2000年
- 探偵 神宮寺三郎 灯火が消えぬ間に（シャルロッテ・バウアー）※普及版

2001年
- Major Wave1500シリーズ　マジカルドロップF・大冒険もラクじゃない!（ムーン (THE MOON) <18>）

2002年
- すべてがFになる 〜THE PERFECT INSIDER〜（呉）

2009年
- 探偵 神宮寺三郎 灯火が消えぬ間に（シャルロッテ・バウアー）※ゲームアーカイブス